# Bomboană de zahăr

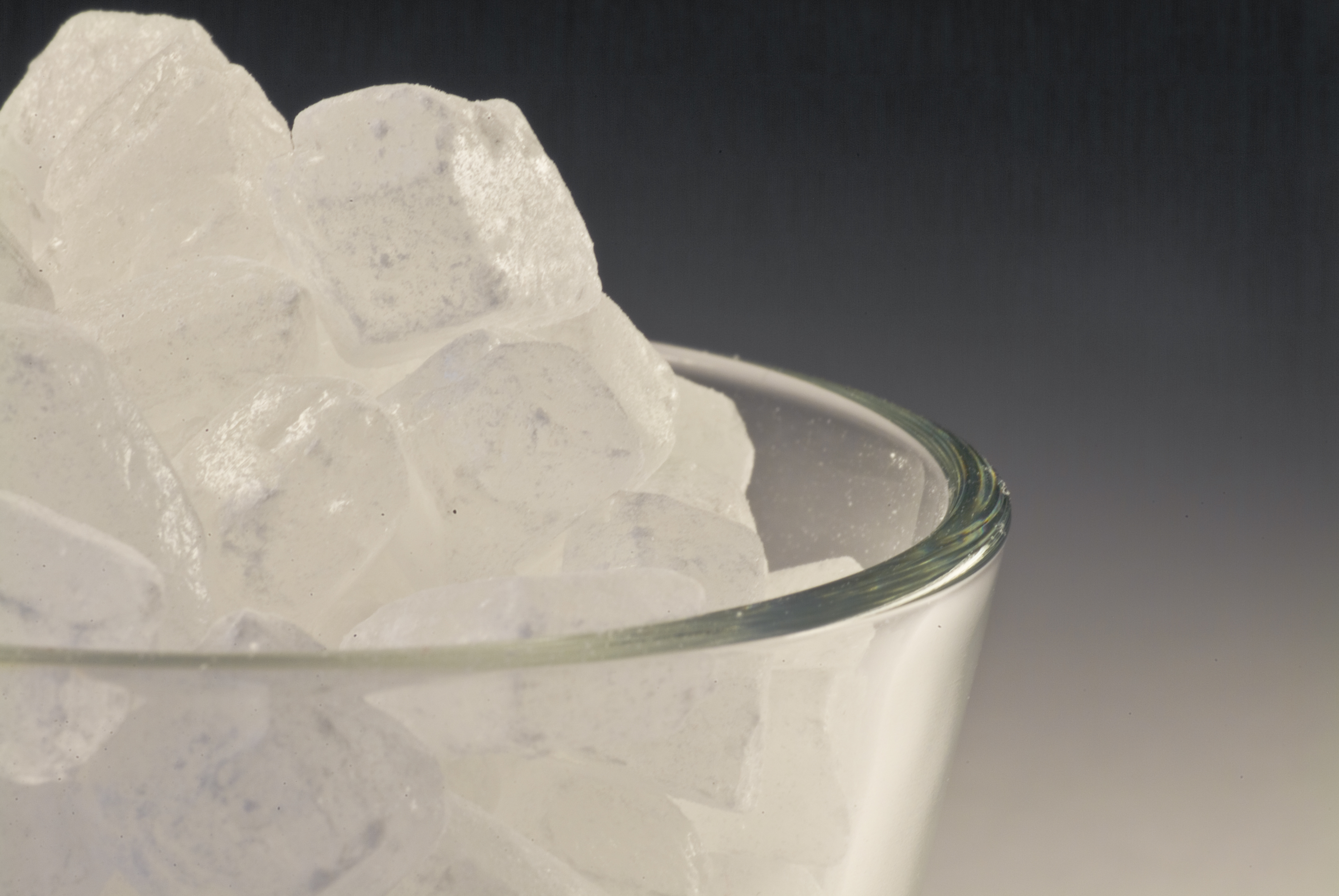
Bomboane de zahăr - cristale mari de zahăr produse din soluții concentrate, adesea numite bomboane rock în America

Bomboană de zahăr, este orice bomboană al cărui ingredient principal este zahărul. Principalele tipuri de bomboane de zahăr sunt dropsuri, fondanți, caramele, jeleuri și nuga. Este utilizat numai pentru bomboane dure, care sunt aproape de zahăr solid.  În engleza britanică, această categorie largă de bomboane de zahăr se numesc „dulciuri”, iar denumirea „bomboane” sau „bomboane de zahăr” este utilizată numai pentru bomboanele tari care sunt aproape zahăr solid.
Bomboane de zahăr este un subtip de bomboane, care includ bomboane de zahăr, precum și ciocolatele, guma de mestecat și alte alimente dulci. Candy, la rândul său, este un subtip de cofetărie, care include, de asemenea, produse de patiserie dulci și, uneori, înghețată.